# Peridontopyge pratensis
Peridontopyge pratensis är en mångfotingart som beskrevs av Demange och Jean-Paul Mauriès 1975. Peridontopyge pratensis ingår i släktet Peridontopyge och familjen Odontopygidae. Inga underarter finns listade i Catalogue of Life.